# Eudonia spenceri
Eudonia spenceri là một loài bướm đêm trong họ Crambidae.